# فرانز توريس
فرانز توريس (بالإسبانية: Franz Torres) هو لاعب كرة قدم مكسيكي، ولد في 25 يوليو 1981. لعب مع نادي تشياباس.

## وصلات خارجية
- فرانز توريس على موقع قاعدة بيانات كرة القدم.إي يو (الإنجليزية)